# Panama (Prison Break)
Pour les articles homonymes, voir Panama (homonymie).
Panama est le quarante-deuxième épisode du feuilleton télévisé Prison Break, c'est le vingtième épisode de la deuxième saison.

## Résumé
Le sac contenant les millions de Charles Westmoreland passe de main en main à l'aéroport de  Mexico. Au bout du compte, T-Bag finit par le récupérer. Quand l'employé de l'aéroport lui demande ce que contient son sac, T-Bag lui donne simplement un billet de 20 dollars et lui répond que ce ne sont pas ses affaires. 
Fernando Sucre et Brad Bellick se trouvent également à l'aéroport. Quand leurs chemins finissent par se croiser, T-Bag s'enfuit en courant et monte dans un taxi qui démarre aussitôt. Sucre court après le taxi et dit à T-Bag qu'il a vraiment besoin de l'argent. Sucre parvient à arracher l'étiquette du sac, pendant que T-Bag ordonne au conducteur de rouler plus vite. Quand Bellick hésite devant l'étiquette du sac que lui montre Sucre et qu'il commence à envisager de le ramener en prison, Sucre attrape le revolver de Bellick. Celui-ci lui répond qu'il détient Maricruz en lieu sûr, avec assez de nourriture pour qu'elle puisse survivre seulement trois semaines. Comme Sucre l'accuse de bluffer, il lui montre le chapelet de Maricruz pour lui prouver qu'il ne plaisante pas. Sucre réalise alors qu'il n'a qu'un seul choix: faire équipe avec Bellick. 
Michael Scofield et Lincoln Burrows sont à bord d'un cargo amarré à Chicago, Illinois, en partance pour le Panama. Sara Tancredi est en route vers les docks après avoir entendu l'annonce de la démission de Caroline Reynolds à la radio. Michael l'appelle et lui dit que la meilleure chose à faire maintenant est de disparaître, en suivant le plan initial. Il lui demande de fuir avec lui, ce qu'elle accepte sans hésitation. L'agent Lang du FBI suit Sara en voiture et informe l'agent Alexander Mahone de leur localisation. Mahone lui répond qu'il sera bientôt là. Cependant, Sara réalise qu'elle est suivie par les autorités. Refusant de les mener jusqu'à Michael et Lincoln, Sara dit à Michael par téléphone qu'elle se trouve déjà à bord du bateau et qu'elle l'aime. Elle arrête alors sa voiture et s'approche de l'agent Lang en levant les bras. Pendant que l'agent Lang lui lit ses droits, elle refuse catégoriquement de révéler où se trouve Michael provoquant l'exaspération de Mahone. Du bateau, Michael aperçoit les voitures de police et comprend que cela concerne Sara. Choqué, il veut la rejoindre mais Lincoln parvient à le convaincre qu'il ne peut rien faire pour la sauver.
Une semaine passe. L'agent Mahone est dans son bureau dont les murs sont rencouverts de photos et de documents reprenant en détail la chasse à l'homme. Il a notamment mis au mur un calendrier avec des post-it éparpillés reprenant la chronologie des évènements concernant les "Huit de Fox River". Inquiète, l'agent Lang entre dans la pièce et demande à Mahone s'il va bien. Mahone commence alors à lui montrer des photocopies des ébauches retrouvées sur le disque dur de Scofield. Ces dessins constituent les tatouages de Michael, ils contiennent des annotations issues de l'alphabet grec. Mahone ne les avait pas remarquées auparavant car elles ne figurent pas sur les tatouages, uniquement sur les ébauches. "Allen Schweitzer", le premier tatouage que Michael a utilisé est « alpha » et un dessin de Jésus Christ dans une rose avec le nombre 617 est « omega » (la dernière lettre de l'alphabet grec). Mahone pense que ce dessin est la dernière pièce qui termine le plan de Michael. 
Michael et Lincoln arrivent à Cristóbal, Panama. Michael prévient Lincoln qu'il y a une personne qu'ils doivent rencontrer. Les deux frères voyagent en car et tandis que Lincoln se sent enfin détendu depuis sa sortie de la prison de Fox River, Michael se morfond dans son coin, pensant sans cesse à Sara. Ils se rendent ensuite dans une petite épicerie, où Michael rencontre une vieille dame. Elle le reconnaît immédiatement et lui fait remarquer qu'il est en retard. Puis, elle  lui remet un morceau de papier. Tandis qu'il parle avec la femme, Michael conseille à Lincoln de l'attendre dehors car il a encore quelque chose à faire. Michael demande alors s'il y a un téléphone qu'il peut utiliser. Alors que Michael commence à composer le numéro de téléphone de Sara, Lincoln appuie sur le combiné pour couper la conversation et lui fait comprendre que passer cet appel est beaucoup trop dangereux.
Après avoir lu le dossier de Michael, Mahone remarque que sa mère s'appelle Christina Rose. Il conclut que le dessin trouvé sur le disque dur de Michael est une charade: « Christ in a Rose » (« Le Christ dans une rose ») et demande à ses hommes de lui fournir une carte du Panama ainsi que toutes les informations sur la mère de Michael. Il ordonne également de faire des recherches sur elle au Panama et d'appeler l'ambassade pour les faire arrêter s'ils savent où ils sont. Quand Lang lui fait remarquer que les lois internationales ne lui permettront pas d'entreprendre une action, Mahone répond que le Patriot Act l'autorisera. Mahone reçoit plus tard un appel téléphonique de l'agent des services secrets William Kim. Celui-ci est à la plage et lui informe que C-Note n'est pas mort et va bientôt être libéré. Mahone le détrompe car cela nécessiterait son autorisation. Ironiquement Kim lui répond qu'il est content d'apprendre qu'il est au courant de tout, ce qui pousse Mahone à ordonner à ses adjoints de trouver l'agent Wheeler.
T-Bag est dans un hôtel avec une prostituée portant une perruque brune à cheveux courts, qu'il appelle « Susie Q », le surnom qu'il donnait à Susan Hollander. Quand la prostituée lui signale que l'heure qu'il a payée est terminée, T-Bag devient irritable l'accusant de détruire son rêve. Lorsqu'elle lui répond que « this Susie Q bitch » (« cette garce de Suzie Q ») a eu raison de le quitter, T-Bag tente de la retenir. Elle commence à compter jusqu'à trois pour que T-bag la laisse sortir ou sinon elle se mettra à crier. Au moment où elle prononce le chiffre « deux », T-Bag attrape violemment son cou et la tue. Quelques instants plus tard, une femme de ménage entre dans la chambre, ramasse la perruque par terre avec un air de dégoût et hurle lorsqu'elle aperçoit la prostituée ensanglantée dans la baignoire. T-Bag est sur le point de sortir de l'hôtel avec son argent quand il est bousculé par un officier de police mexicain. Il réussit néanmoins à s'échapper.
L'agent des affaires internes du FBI, Richard Sullins, est dans une salle d'interrogatoire avec l'agent Wheeler. Sullins soumet un marché à C-Note : sa peine de dix-huit ans (sa peine d'origine ajoutée aux dix ans supplémentaires dus à son évasion) deviendrait dix-huit mois.
C-Note repousse cette proposition arguant du fait que la dernière fois qu'une offre lui a été faite, une corde y ait été jointe et il devait la mettre autour de son cou. Il explique également qu'à cause des nombreux contacts de Mahone, il ne pourra jamais tenir dix-huit mois en sécurité et réitère fermement sa demande de devenir un homme libre. Comme C-Note appelle un gardien pour retourner dans sa cellule, Sullins accède à sa demande et lui propose d'intégrer ainsi que sa famille dans un programme de protection de témoins. C-Note accepte.
Pendant ce temps, Kim grimpe à bord d'une barque et rejoint l'énigmatique Pad Man. Comme Kim lui fait remarquer que c'est un endroit inhabituel pour se rencontrer, Pad Man répond oralement qu'aucun dispositif de surveillance ne peut réussir à écouter leur conversation à cet endroit. Il lui dit également qu'il y a un changement de stratégie et mentionne de nouveau « Sona ».
Wheeler est dans sa voiture dans un parking souterrain. Il parle au téléphone avec Richard Sullins. Wheeler est inquiet pour sa sécurité, il pense aux réactions de Mahone vis-à-vis de l'enquête qui le vise. Il lui réclame une protection mais Sullins lui conseille de continuer d'agir normalement et de ne pas alerter Mahone. Alors que Wheeler sort de sa voiture, Mahone surgit. Il dit à Wheeler que la punition prévue pour les traîtres est la décapitation. Il lui affirme également qu'il n'a pas fait un bon travail en ne couvrant pas ses traces, à moins qu'il ne voulait que Mahone sache qui l'avait trahi. Quand Wheeler énumère la liste de ses crimes (Oscar Shales, David Apolskis, et John Abruzzi), Mahone lui répond qu'il lui rappelle une version plus jeune de lui-même. Il conseille à Wheeler de « Don't let anyone scare you into doing the wrong thing. » (« ne laissez personne vous effrayer et vous forcer à ne pas faire le bon choix. »). 
Sur le chemin les deux frères commencent à se disputer, Michael n'arrive pas à se remettre de la perte de Sara. Michael rappelle à Lincoln les meurtres des autres fugitifs, ainsi que la mort de Veronica. Il lui reproche de ne montrer aucune émotion. Lincoln se met en colère et ils commencent à se battre. Puis, Lincoln affirme à Michael que Sara a fait un choix alors que Veronica n'en avait pas, qu'il l'a entendue mourir et qu'il ne pouvait absolument rien faire pour l'aider. Arrivés à destination, les deux frères se dirigent vers un bateau appelé « Christina Rose », amarré sur une plage isolée. Pendant ce temps, Lang prévient Mahone qu'un bateau du même nom a été accrédité au Panama.
Des gardiens viennent chercher C-Note dans sa cellule et l'entraînent dans un couloir où il retrouve Kacee, Dede et Richard Sullins. Sullins remet à C-Note une enveloppe contenant des informations sur leurs nouvelles identités. Puis il recommande à C-Note de rester loin des problèmes et d'attendre les convocations du procureur pour témoigner. C-Note quitte le « Cook County Correctional Facility » avec sa femme et sa fille.
Bellick et Sucre se rendent à l'office de tourisme de Mexico. L'homme à l'accueil leur affirme qu'aucune personne du nom Erik Stammel n'a été enregistrée. Sucre dit en espagnol à l'employé qu'il n'aime pas l'homme qui l'accompagne (Bellick) , mais que s'il n'arrive pas à retrouver Stammel alors il perdra celle qu'il aime. L'employé semble alors accepter de prévenir Sucre si jamais il apprend où T-Bag se trouve. Il appelle plus tard sur le téléphone portable de Bellick qui le tend immédiatement à Sucre. Celui-ci l'informe que T-Bag est en route vers la ville de Panamá.
T-Bag réapparaît au Panama, flanant autour de prostituées. Quand il réussit à en trouver une qui peut dire « Teddy Bear » sans un accent trop prononcé, il accepte de l'entraîner avec lui sous les yeux d'un homme armé qui hoche favorablement la tête. 
De retour dans son bureau, Mahone retire de son mur tous les documents concernant la chasse à l'homme et les jette dans un grand sac poubelle. Kim apparaît soudain et lui demande s'il va quelque part. Il lui affirme qu'il peut échapper aux accusations en allant au Panama et qu'un changement de stratégie concerne Theodore Bagwell. Mahone lui répond qu'il veut sans doute le voir mort. Mais Kim le détrompe, ils ont besoin désormais qu'il reste en vie.
Arrivés à destination, les deux frères se dirigent vers un bateau appelé « Christina Rose », amarré sur une plage isolée. À bord du bateau, Michael ouvre un cadenas en utilisant la combinaison "617", le nombre sur son dernier tatouage. Il consulte internet avec son téléphone portable et remarque que Sucre a récemment déposé un message sur europeangoldfinch.net. Il dit que T-Bag se trouve dans l'hôtel Fin Del Camino à Panama. Michael déclare à Lincoln que l'argent de Westmoreland n'est pas le plus important mais que T-Bag est un meurtrier en liberté par leur faute. Michael veut à tout prix l'arrêter. Lincoln se demande pour quelle raison T-Bag se trouve au Panama et Michael lui répond qu'il n'y a pas de loi d'extradition vers les États-Unis. Au même moment, Mahone est dans un aéroport, attendant un vol pour le Panama. Il termine de déposer un message sur europeangoldfinch.net en signant "Sucre".
Après avoir visité le bateau pendant un court moment, Lincoln sort de la cabine et cherche Michael. Il se rend compte alors qu'il est complètement seul.

## Informations complémentaires

### Chronologie
- Les évènements de cet épisode se déroulent le 8 juin puis le 15 juin[2].

### Culture
- Le Patriot Act dont fait allusion l'agent Mahone est une loi antiterroriste américaine mise en place après les attentats du 11 septembre 2001[3]. Sa notoriété vient principalement du fait qu'elle donne l'autorisation aux autorités américaines d'emprisonner sans limite de temps des étrangers soupçonnés d'actes terroristes, sans qu'aucun jugement n'ait été prononcé.

### Divers
- Aux États-Unis, la première diffusion de cet épisode a eu lieu deux semaines après celle du dix-neuvième, car la production de "Panama" n'était pas encore terminée. Certaines scènes de cet épisode ont été tournées à Pensacola en Floride avec environ cent vingt membres de l'équipe de production (acteurs, techniciens, etc.) et vingt extras. Les producteurs ont choisi ce lieu parmi d'autres régions, dont South Padre Island au Texas et Destin en Floride, à cause « of the islands » (« des îles ») et il « gives you more to look at than just a long stretch of beach. » (« vous donne plus à regarder qu'une longue plage étendue »). Pensacola est utilisée pour représenter des endroits du Panama dans les trois derniers épisodes de la saison. Le tournage du 20e épisode à Pensacola s'est terminé le 13 mars 2007[4],[5].
- Michael et Lincoln sont les derniers fugitifs non arrêtés ou morts qui quittent le territoire américain, tandis que C-Note est le premier à retrouver définitivement la liberté en intégrant la protection de témoins.
- Départ de Rockmond Dunbar (C-Note) de la série. Il fera son retour en fin de saison 4.

### Erreurs
- Mahone déclare que le Patriot act permet de faire des arrestations directement au Panama. Or, en réalité la loi ne permet pas cette possibilité.

- Michael affirme à Lincoln que le Panama n'a pas de loi d'extradition, or les États-Unis et le Panama ont signé un accord d'extradition le 25 mai 1904[6] et un traité d'assistance respective en 1991[7].

## Audiences et accueil critique
Aux États-Unis, cet épisode a connu une chute d'audience en ayant été seulement suivi par 8,26 millions de téléspectateurs. Il a dû affronter la concurrence très forte de l'émission Dancing with the Stars diffusée sur ABC. Néanmoins, Prison Break reste la série la plus regardée dans la tranche horaire 20h-21h et notamment dans la tranche d'âge la plus intéressante pour les annonceurs les 18-49 ans.
Le chroniqueur d'IGN a été relativement déçu par Panama, il lui accorde uniquement une note globale de 8,8/10. Il déclare que la seule constante du feuilleton à travers ses deux saisons a toujours été le génie de Michael. Que le personnage, même réfugié au Panama, ne cesse d'éprouver des remords à cause de Sara et T-Bag, il trouve que ça lui correspond bien. Mais par contre, il ne comprend pas comment Michael peut sembler aussi « naïve to think the "europeangoldfinch" message boards would not have been somehow infiltrated by Mahone. » (« naïf de penser que les messages sur "europeangoldfinch" n'auront pas été infiltrés par Mahone ») et surtout quitter le bateau sans prévenir et sur un coup de tête à la fin de l'épisode.
D'un autre côté, le chroniqueur de TV Fodder a trouvé cet épisode très intéressant et prometteur pour la suite. Il a retenu surtout trois événements: le sacrifice de Sara et les problèmes que Michael risquent de rencontrer pour la retrouver, l'alliance entre Sucre et Bellick contre T-Bag et le  piège qui se referme autour de Mahone. Il pense notamment que Mahone « is very close to Kellerman territory now. He's an agent still, but he's so very close to going rogue » (« est très proche du territoire de Kellerman maintenant. C'est un encore un agent mais il est très près de se rebeller »).